# うすゆき草
『うすゆき草』（うすゆきそう）は、日本の歌手川中美幸のシングルである。2005年1月1日発売。発売元はテイチクエンタテインメント。

## 概要
- 前作から8ヶ月ぶりとなるシングル。

## 収録曲
1. うすゆき草(4:37)
作詞：たかたかし、作曲：弦哲也、編曲：前田俊明
2. うすゆき草（オリジナル・カラオケ）(4:37)
3. うすゆき草（一般用メロ入りカラオケ）(4:37)
4. 高千穂旅情(3:37)
作詞：たかたかし、作曲：弦哲也、編曲：前田俊明
5. 高千穂旅情（オリジナル・カラオケ）(3:37)

## 収録アルバム
- 弦哲也『原点回帰』（2005年3月24日）
- オリジナル『うすゆき草』（2005年7月1日）
- オムニバス『最新歌謡ヒット曲集』（2005年9月21日）
- ベスト『川中美幸2006年全曲集』（2005年11月23日）
- ベスト『川中美幸大全集』（2005年12月16日）
- オムニバス『ニューヒット！演歌最前線』（2006年3月22日）
- オムニバス『女の平成歌謡名曲選』（2006年4月26日）
- オムニバス『平成デュエット歌謡オリジナル集』（2006年5月24日）
- ベスト『川中美幸30周年記念名曲集 心をこめて…30年』（2006年7月1日）
- オムニバス『最新演歌ヒット一直線』（2006年9月27日）
- ベスト『川中美幸2007年全曲集』（2006年11月22日）